# Brad Wright
Brad Wright je vjerojatno najpoznatiji po svoja dva hita iz znanstvene fantastike Sci-Fi Channela: Stargate SG-1 i spinoffa serije Stargate Atlantis. On je zajedno s Jonathanom Glassnerom stvorio Stargate SG-1. 
Prije Stargatea, bio je izvršni producent i scenarist serija The Outer Limits, Neon Rider, Adventures of the Black Stallion, The Odyssey, Highlander, Madison i Poltergeist: The Legacy. 
Pojavljuje se dva puta u Stargate SG-1, u epizodi  "Wormhole X-Treme!" i u "200".
U lipnju 2007. godine osvojio je nagradu The Constellation Awards u kategoriji Najbolji znanstveno fantastični film ili televizijska skripta za epizodu "200".

## Vanjske poveznice
- IMDb profil